# ジェームズ・グローガン
ジェームズ・グローガン（James Grogan、1931年12月7日 - 2000年7月2日）は、アメリカ合衆国出身の男性フィギュアスケート選手。1952年オスロオリンピック男子シングル銅メダリスト。

## 経歴
- サンモリッツオリンピックに出場し6位。
- 1951年から1954年まで4年連続世界フィギュアスケート選手権2位。
- 1952年オスロオリンピックで銅メダルを獲得。
- 引退後は、アイスショーで活躍し、カリフォルニア州レイクアローヘッドのアイス・キャッスル国際トレーニングセンターで指導官などを務めた。
- 2000年7月2日、死去。

## 主な戦績
| 大会/年      | 1947-48 | 1948-49 | 1949-50 | 1950-51 | 1951-52 | 1952-53 | 1953-54 |
| ------------ | ------- | ------- | ------- | ------- | ------- | ------- | ------- |
| オリンピック | 6       |         |         |         | 3       |         |         |
| 世界選手権   | 5       | 4       |         | 2       | 2       | 2       | 2       |